# Pilotage d'un avion

Relations entre les commandes de vol et la rotation autour du centre de gravité de l’appareil
A): aileron, B): manche, C): gouvernail de profondeur, D) gouvernail de direction.

Le pilotage d’un avion consiste à commander sa trajectoire pour suivre les cap, altitude et vitesse désirés tout en s'assurant de rester à l'intérieur du domaine de vol pour des raisons de sécurité.
Le pilote de l'avion dispose, dans le cockpit, de différentes commandes qui sont généralement :
- un manche, un minimanche, un volant ou un guidon, qui agit sur les ailerons et la gouverne de profondeur
- un palonnier (pédalier), qui agit sur la gouverne de direction, et dans certains cas sur la roulette avant ou arrière de l'avion, et sur les freins
- des commandes moteur (notamment la ou les manettes des gaz, qui agissent sur le régime ou la poussée moteur)
- sur certains avions, un système de commande du pilote automatique

Le pilote dispose également de commandes de vol secondaires, telles les commandes de volets, de becs, d'aérofreins, de trims, qui permettent un ajustement de la configuration aérodynamique de l'avion dans certaines phases du vol.

## Principe
Le pilote réalise sa mission de pilotage en agissant sur les commandes de vol, puis en vérifiant à l'aide des instruments de bord (et dans certains cas par observation du monde extérieur) que ses actions ont eu le résultat escompté. 

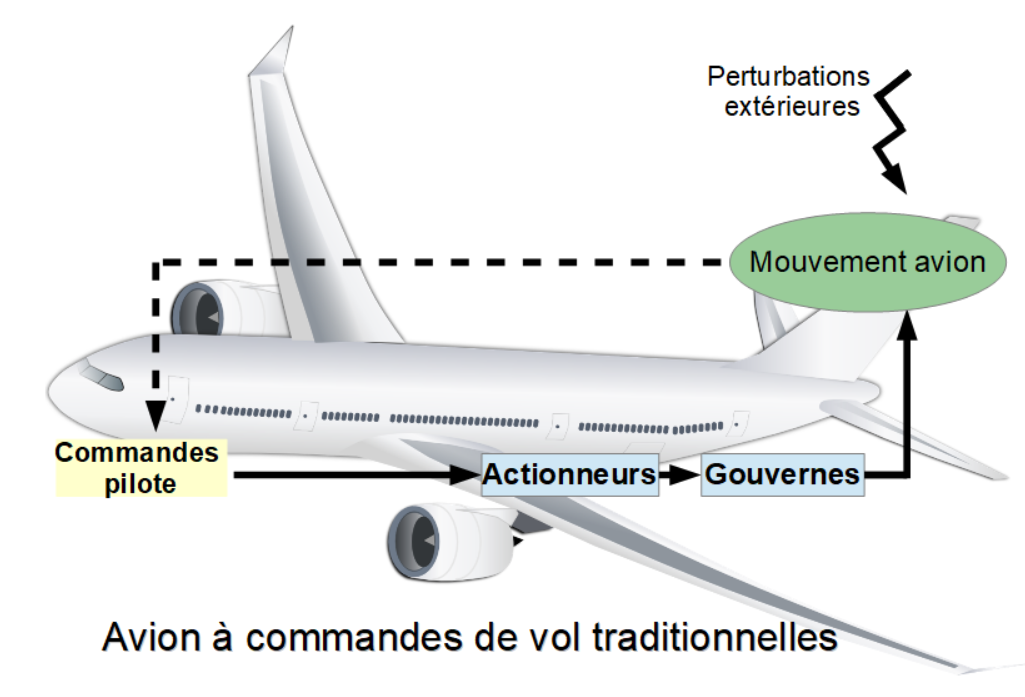
Boucle de pilotage sur un avion à commandes de vol traditionnelles

L'avion est soumis en permanence à des perturbations (turbulence, vent), dues à l'atmosphère qui l'entoure. Néanmoins, les règles de certification imposent que l'avion dispose d'une stabilité statique, c'est-à-dire qu'il revienne spontanément à son attitude originelle après avoir subi une faible perturbation. Selon l'ampleur de la déstabilisation, une action pilote sera nécessaire ou non pour restaurer l'attitude initiale de l'avion. 
Le pilote doit également veiller au respect du domaine de vol de l'avion, et notamment :  
- prendre une marge de sécurité au-dessus de la vitesse de décrochage (fonction de la masse de l'avion et du facteur de charge lors des évolutions)
- ne pas dépasser la vitesse maximale en opérations fixée par le constructeur.

Sur les avions modernes, le pilote peut être aidé dans ces tâches par un système de commandes de vol électriques, qui génère une stabilisation artificielle et offre des fonctions automatiques de protection du domaine de vol, et/ou par un pilote automatique.

## Action sur les gouvernes en vol

Les axes sont orientés selon la règle de la main droite.

Les axes de rotation d'un avion forment un trièdre ayant pour origine le centre de gravité de l'aéronef et orienté comme sur l'image. On distingue donc trois axes : 
- l'axe de roulis autour duquel s'incline l'avion ;
- l'axe de tangage autour duquel l'assiette augmente, ou diminue ;
- l'axe de lacet  autour duquel la direction, le cap, augmente, ou diminue.

Le pilote agit sur les gouvernes pour modifier la trajectoire de l'avion dans le plan vertical (montée ou descente) ou dans le plan horizontal (en virage). Pour être équilibré, le virage peut nécessiter une action sur les trois axes.
- Pour obtenir un mouvement de tangage le pilote actionne le manche qui commande la gouverne de profondeur. Elle est située le plus loin possible de l'aile, sur l'empennage horizontal ou bien sur un plan canard.
- Pour obtenir un mouvement de roulis le pilote actionne latéralement le manche qui commande les ailerons. Ces gouvernes sont généralement situées le plus loin possible de l'axe de roulis, donc vers l'extrémité des ailes.
- Pour obtenir un mouvement de lacet le pilote actionne le palonnier (pédales) qui commande la gouverne de direction avec ses pieds. Elle est située le plus loin possible de l'axe de lacet, sur l'empennage vertical. En vol, le palonnier est une commande secondaire dite « de symétrie » qui sert à équilibrer le débit d'air sur les deux ailes de l'avion, et donc à équilibrer la portance.

La plupart des avions présentent un couplage en lacet-roulis : on peut commander un mouvement de roulis avec la gouverne de lacet (roulis induit). D'autre part une rotation en roulis entraîne généralement une rotation en lacet en sens inverse du virage demandé (lacet inverse).
| Axes avion | Angle          | Gouverne   | Commande     | Mouvement de l’avion |
| ---------- | -------------- | ---------- | ------------ | -------------------- |
| Roulis     | inclinaison    | Ailerons   | Manche GD    |                      |
| Tangage    | Assiette       | Profondeur | Manche Av-Ar |                      |
| Lacet      | Angle de lacet | Direction  | Palonnier    |                      |

## Action sur les gouvernes et sur les freins au sol
Pour diriger l'appareil au sol :
- on utilise le palonnier, commandant la gouverne de direction, l'air propulsé par l'hélice vient alors appuyer sur un côté de la queue de l'appareil, l'aidant à tourner ;
- souvent, le palonnier commande aussi la rotation de la roue avant de l'avion (avion à train tricycle) ou de la roulette arrière de l'avion (avion à train classique), ce qui permet de tourner si le souffle de l'hélice ne suffit pas ;
- on utilise les freins (freinage différentiel) de façon asymétrique quand la roue avant n'est pas commandée par le palonnier (avions canards notamment) ;
- on peut combiner les deux techniques (quand c'est possible), ce qui permet de diminuer le rayon de virage.

Par vent latéral, il convient d'élever l'aileron du côté d'où vient le vent, et donc incliner le manche du côté d'où vient le vent, « mettre du manche dans le vent ». Cela permet d'éviter que l'aile au vent se soulève et facilite le roulage.
Pour accélérer ou ralentir, on utilise la manette des gaz, qui commande le régime moteur. Lors des virages aux freins, il peut être nécessaire de mettre des gaz pour maintenir la vitesse.
Pour freiner, le pilote appuie sur le haut des palonniers ou actionne une commande séparée, selon les avions.

## Instruments

Instruments basiques d'un tableau de bord:
anémomètre - horizon artificiel - altimètre
indicateur de virage et bille - conservateur de cap - variomètre

Dans les différentes phases du pilotage (décollage, vol en palier, atterrissage), le pilote cherchera à maintenir un certain nombre de paramètres à une valeur précise. La présentation de ces paramètres peut varier selon le type d'avion : si certains avions légers ou anciens sont encore équipés de cadrans à aiguilles, les affichages sont désormais numériques dans la plupart des cas. Les instruments suivants fournissent les principaux paramètres de vol :
L'anémomètre (badin)
Celui-ci indique la vitesse de l'avion dans la masse d'air qui l'entoure (à ne pas confondre avec la vitesse sol). C'est l'instrument fondamental utilisé par le pilote. La détermination de la vitesse se fait sur la base de la différence de pression entre la prise d'air dynamique de l'avion (tube de Pitot) et les prises d'air statiques.
La vitesse est habituellement exprimée en nœuds (kt), ou en nombre de Mach au-delà d'une certaine altitude, pour les avions rapides.
L'altimètre
C'est un manomètre qui indique l'altitude de l'appareil en se basant sur les prises de pression statique de l'appareil. Cette altitude indiquée est fonction d'une référence que le pilote détermine par le calage d'une pression de référence (pression au niveau de la mer, QNH, ou pression au niveau du sol de l'aéroport, QFE). Comme la température et la pression atmosphérique locales évoluent, cet instrument doit être recalibré avant chaque vol.
L'altitude est habituellement exprimée en pieds (ft).

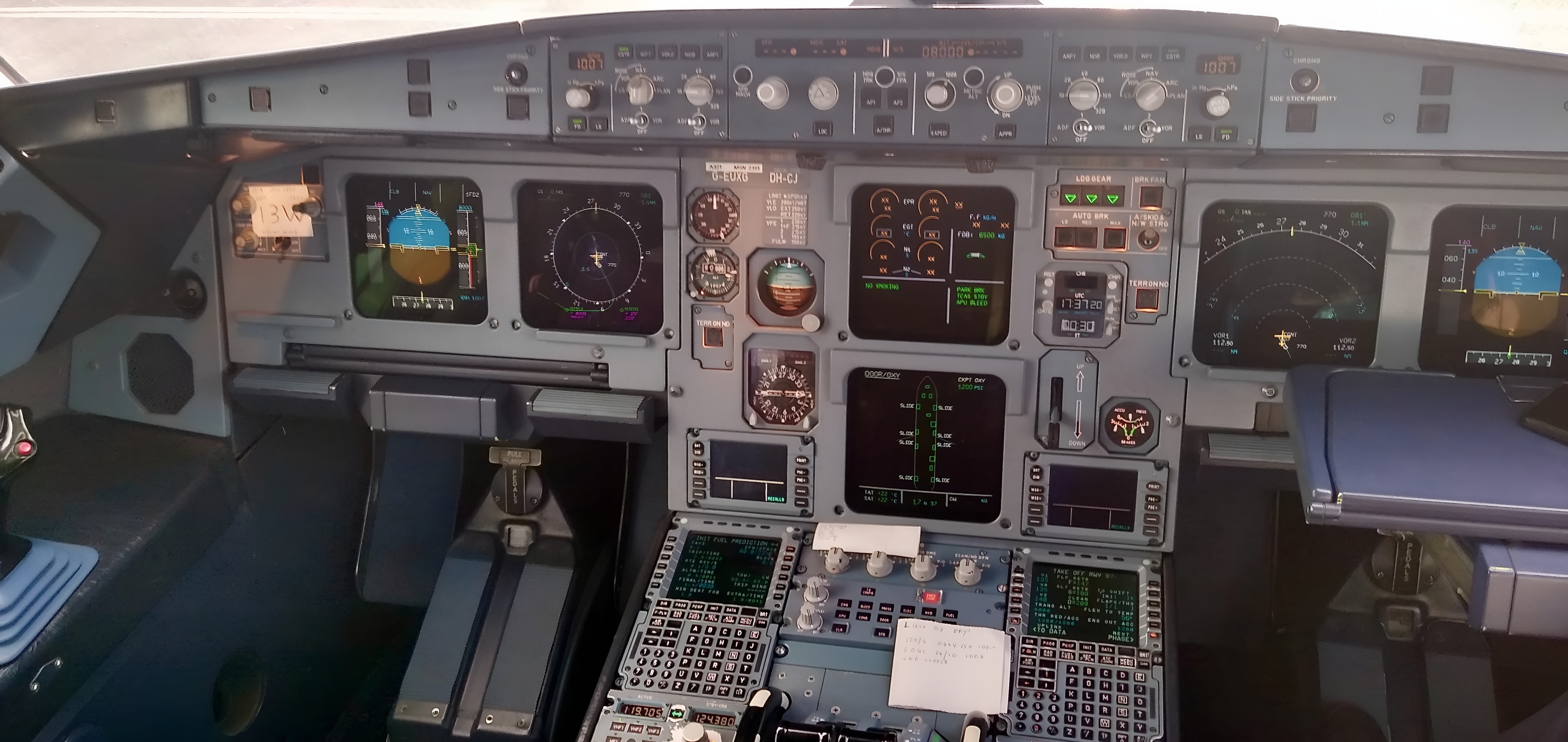
Cockpit d'un A321

Le variomètre
Indique la vitesse de montée ou de descente de l'appareil (en pieds par minute). L'instrument utilise également les prises d'air statiques pour calculer le taux de changement d'altitude.
La bille et l'indicateur de virage
La bille est l'indicateur de symétrie du vol. Pour être en vol symétrique, le pilote applique un ordre au palonnier selon la règle « le pied chasse la bille ». L'indicateur de virage permet de connaître le taux de virage de l'avion, c'est-à-dire la variation de cap par unité de temps.
Le compas
C'est une boussole, qui fournit le cap de l'avion. Celle-ci est fiable en mouvement rectiligne. Pour éviter les perturbations magnétiques dans le cockpit, celui-ci est placé loin des autres instruments.
Le directionnel, ou conservateur de cap gyroscopique
Outil gyroscopique remplissant le rôle du compas dans les phases d'accélération (virages, modifications de trajectoires en général). Du fait de la précession des gyroscopes, le directionnel doit être recalibré sur la boussole tous les quarts d'heure.

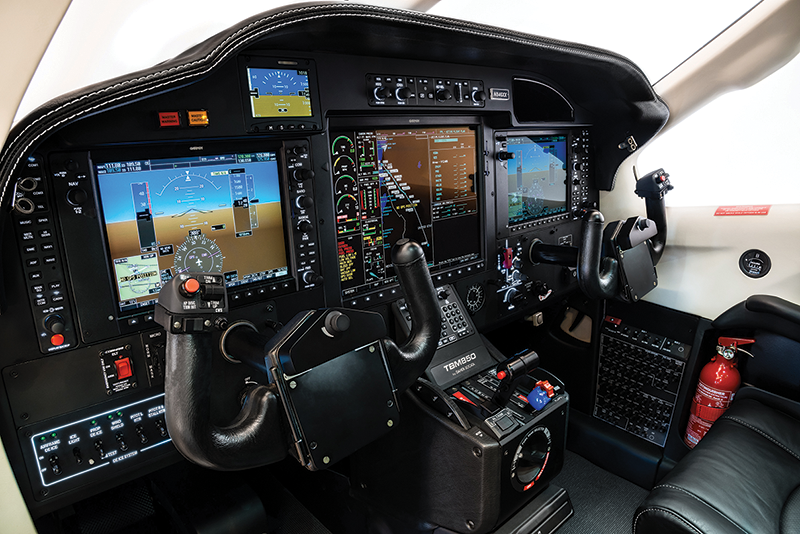
Cockpit du Socata TBM-850

L'horizon artificiel.
Instrument indispensable en vol sans visibilité, dit vol aux instruments (IFR), il permet de connaître l'assiette et l'inclinaison de l'avion. Traditionnellement de type gyroscopique, il existe maintenant des gyroscopes électroniques sans pièces en mouvement.
En vol à vue (VFR), le pilote doit constamment effectuer un circuit visuel entre les informations extérieures et les informations données par les instruments. En fonction des différentes étapes du vol (décollage, montée, palier, descente, atterrissage), on ne contrôle pas les mêmes paramètres.

## Navigation
La modification de la trajectoire, en particulier dans le plan horizontal, permet de suivre une route par rapport au sol. L'opération consistant à connaître sa position et à diriger l'avion s'appelle la navigation. 
Sur les avions modernes, des instruments supplémentaires permettent de réaliser cette fonction, et font appel à des équipements de radio-navigation, au GPS, et aux centrales à inertie notamment.